# Woldemar von Reichenbach

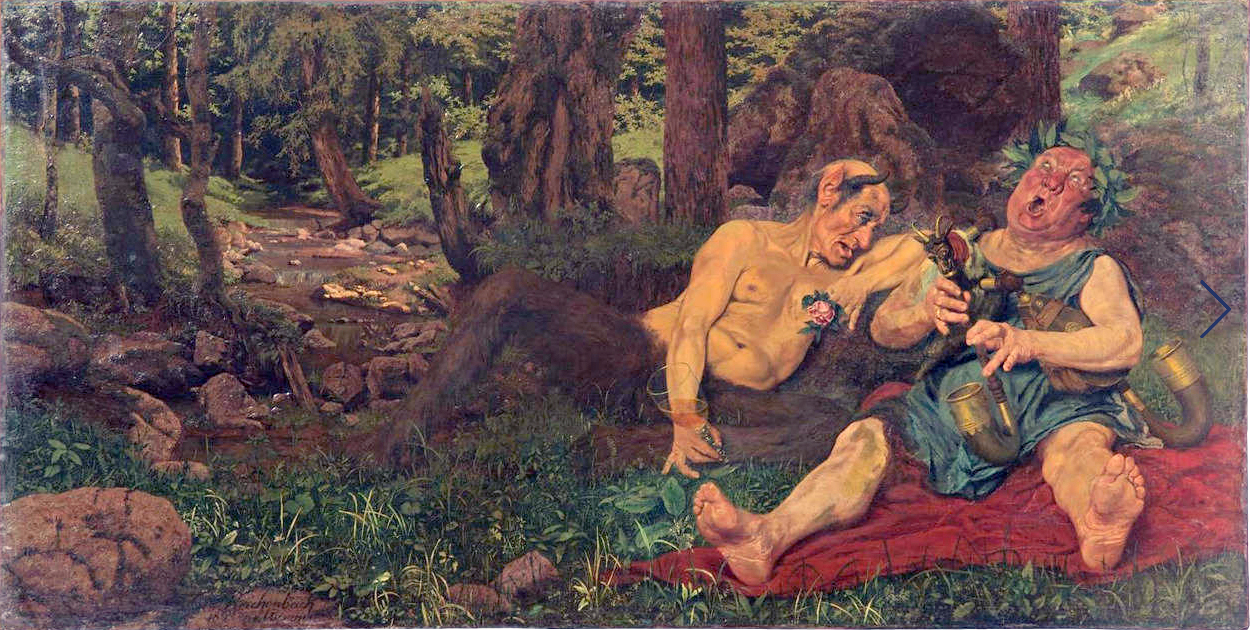
Bacchanalien

Woldemar von Reichenbach; auch Woldemar Graf von Reichenbach-Goschütz, (* 7. März 1845 in Waltdorf, Landkreis Neisse, Provinz Schlesien (seit 1945 poln. Prusinowice, Woiwodschaft Opole); † 11. Oktober 1914 in Wachwitz bei Dresden) war ein deutscher Maler.

## Leben
Seine Eltern waren Eduard von Reichenbach (1812–1869) und Bertha von Pfeil und Klein-Ellguth (1810–1891). Da der Vater gelähmt war, pflegte ihn Woldemar bis zu dessen Tod.

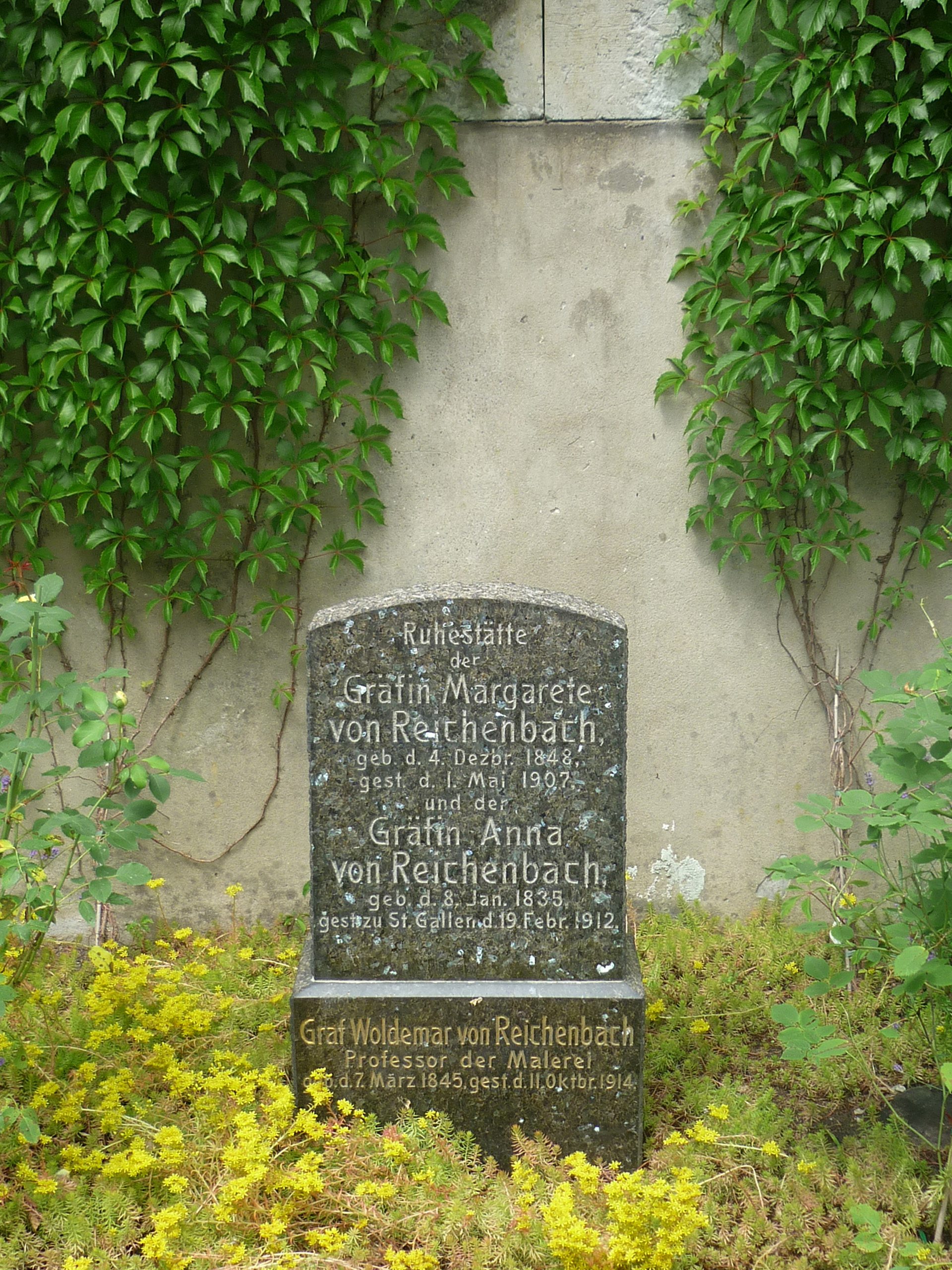
Grab von Graf Woldemar von Reichenbach auf dem Loschwitzer Friedhof

Woldemar von Reichenbach studierte Malerei bei Karl Gussow und Albert Brendel an der  Großherzoglich-Sächsischen Kunstschule Weimar. Nach dem Studium ließ er sich 1885 in Wachwitz bei Dresden nieder. Von 1890 bis 1894 lebte er in München und danach wieder in Wachwitz. Im Mai 1911 wurde ihm der königlich-sächsische Professorentitel verliehen.
Woldemar von Reichenbach hinterließ sehr wenige Werke, darunter Das Studio des Künstlers in Wachwitz und Zimmer im Schloss Moritzburg in Sachsen (in Dresdner Sammlungen) sowie Bacchanalien (1893). Er wohnte in seinem Haus in Wachwitz, Wachwitzgrund 54.